# Lancia Ypsilon Rally4 HF
La Lancia Ypsilon Rally4 HF è una variante da competizione della Lancia Ypsilon omologata per la categoria Rally4, prodotta dal 2024 e sviluppata dal reparto corse della casa automobilistica italiana Lancia per competere nei campionati nazionali ed europeo di rally.
Presentata a febbraio 2025, la vettura ha esordito al Rally di Alba 2025, riuscendo subito a conquistare il podio nella categoria due ruote motrici.

## Scheda tecnica
| Configurazione                                                   | Configurazione                                                        | Configurazione                                                        | Configurazione                                                        | Configurazione                                                        | Configurazione                                                        |
| ---------------------------------------------------------------- | --------------------------------------------------------------------- | --------------------------------------------------------------------- | --------------------------------------------------------------------- | --------------------------------------------------------------------- | --------------------------------------------------------------------- |
| Carrozzeria: utilitaria 5 porte                                  | Carrozzeria: utilitaria 5 porte                                       | Posizione motore: anteriore traversale                                | Posizione motore: anteriore traversale                                | Trazione: anteriore                                                   | Trazione: anteriore                                                   |
| Dimensioni e pesi                                                |                                                                       |                                                                       |                                                                       |                                                                       |                                                                       |
| Ingombri (lungh.×largh.×alt. in mm): 4090 × 1770 × 1460          | Ingombri (lungh.×largh.×alt. in mm): 4090 × 1770 × 1460               | Ingombri (lungh.×largh.×alt. in mm): 4090 × 1770 × 1460               | Ingombri (lungh.×largh.×alt. in mm): 4090 × 1770 × 1460               | Diametro minimo sterzata:                                             | Diametro minimo sterzata:                                             |
| Interasse: 2540 mm                                               | Interasse: 2540 mm                                                    | Carreggiate: anteriore ? - posteriore ? mm                            | Carreggiate: anteriore ? - posteriore ? mm                            | Altezza minima da terra:                                              | Altezza minima da terra:                                              |
| Posti totali: 2                                                  | Posti totali: 2                                                       | Bagagliaio:                                                           | Bagagliaio:                                                           | Serbatoio: 60                                                         | Serbatoio: 60                                                         |
| Masse                                                            | a vuoto: 1080 kg / in ordine di marcia: 1250 kg / rimorchiabile: 0 kg | a vuoto: 1080 kg / in ordine di marcia: 1250 kg / rimorchiabile: 0 kg | a vuoto: 1080 kg / in ordine di marcia: 1250 kg / rimorchiabile: 0 kg | a vuoto: 1080 kg / in ordine di marcia: 1250 kg / rimorchiabile: 0 kg | a vuoto: 1080 kg / in ordine di marcia: 1250 kg / rimorchiabile: 0 kg |
| Meccanica                                                        |                                                                       |                                                                       |                                                                       |                                                                       |                                                                       |
| Tipo motore: Tre cilindri in linea a ciclo Otto                  | Tipo motore: Tre cilindri in linea a ciclo Otto                       | Tipo motore: Tre cilindri in linea a ciclo Otto                       | Cilindrata: 1200 cm³                                                  | Cilindrata: 1200 cm³                                                  | Cilindrata: 1200 cm³                                                  |
| Distribuzione: bialbero 12 valvole                               | Distribuzione: bialbero 12 valvole                                    | Distribuzione: bialbero 12 valvole                                    | Alimentazione: iniezione diretta elettronica multipoint               | Alimentazione: iniezione diretta elettronica multipoint               | Alimentazione: iniezione diretta elettronica multipoint               |
| Prestazioni motore                                               | Potenza: 212 / Coppia: 290                                            | Potenza: 212 / Coppia: 290                                            | Potenza: 212 / Coppia: 290                                            | Potenza: 212 / Coppia: 290                                            | Potenza: 212 / Coppia: 290                                            |
| Accensione: Elettronica Magneti Marelli                          | Accensione: Elettronica Magneti Marelli                               | Accensione: Elettronica Magneti Marelli                               | Impianto elettrico: ECU                                               | Impianto elettrico: ECU                                               | Impianto elettrico: ECU                                               |
| Frizione: A doppio disco in ceramica e metallo, diametro 183 mm. | Frizione: A doppio disco in ceramica e metallo, diametro 183 mm.      | Frizione: A doppio disco in ceramica e metallo, diametro 183 mm.      | Cambio: sequenziale a 5 rapporti con comando meccanico                | Cambio: sequenziale a 5 rapporti con comando meccanico                | Cambio: sequenziale a 5 rapporti con comando meccanico                |
| Telaio                                                           |                                                                       |                                                                       |                                                                       |                                                                       |                                                                       |
| Corpo vettura                                                    | monoscocca acciaio                                                    | monoscocca acciaio                                                    | monoscocca acciaio                                                    | monoscocca acciaio                                                    | monoscocca acciaio                                                    |
| Sospensioni                                                      | anteriori: McPherson / posteriori: assale rigido                      | anteriori: McPherson / posteriori: assale rigido                      | anteriori: McPherson / posteriori: assale rigido                      | anteriori: McPherson / posteriori: assale rigido                      | anteriori: McPherson / posteriori: assale rigido                      |
| Freni                                                            | anteriori: dischi autoventilanti / posteriori: dischi                 | anteriori: dischi autoventilanti / posteriori: dischi                 | anteriori: dischi autoventilanti / posteriori: dischi                 | anteriori: dischi autoventilanti / posteriori: dischi                 | anteriori: dischi autoventilanti / posteriori: dischi                 |
| Prestazioni dichiarate                                           |                                                                       |                                                                       |                                                                       |                                                                       |                                                                       |
| Velocità: 200 km/h                                               | Velocità: 200 km/h                                                    | Velocità: 200 km/h                                                    | Accelerazione: 5,8                                                    | Accelerazione: 5,8                                                    | Accelerazione: 5,8                                                    |
| Omologazione: FIA                                                | Omologazione: FIA                                                     | Omologazione: FIA                                                     | Emissioni CO2:                                                        | Emissioni CO2:                                                        | Emissioni CO2:                                                        |